# Кюрекчи баба теке
Кюрекчи баба (на турски: Kürekçi Baba) е бекташийско теке (завие), което се е намирало до квартал „Парчевич“ на град Раковски, България.

## История
Първо известно сведение за текето е в „Подробен (муфассал) регистър на тимари, зиамети, мюлкове, чифлици и вакъфи върху част от територията на санджака Паша“ - османски данъчен регистър от 1519 г. за който информацията е събирана между 1516 и 1518 г. В регистъра е записано завие на Кюрекчи баба, в което са описани 7 абдали, един от които е техен религиозен лидер – шейх. То е записано като едно домакинство в смисъл на данъчна единица. Според регистър от 1519 г. в текето са живели Шейх Абдал, Мустафа Абдал, Мюрсел Абдал, Ашир Абдал, Хюсейин Абдал, Кафер Абдал и Мустада бин Абдал.
В османския регистър името на селището е Велед-и данишменд, което в по-късните регистри е записано като Али Факъ.
В публикацията на отец Антон Йовчев от 20 април 1927 г. „Исторически бележки за католическото село Алифаково (Пловдивско)“ във в-к „Истина“, бр. 50 е написано, че тогавашното име на селището Алифаково идва от Али-Факъ - местен мюсюлмански светия, чийто гроб съществувал до войните (1912-1918) и привличал многобройни поклонници из правоверните и циганите мюсюлмани от околността и по-отдалеч.